# Andrea Klein
Andrea Klein (* 15. August 1973) ist eine ehemalige deutsche Fußballspielerin.

## Karriere
Klein gehörte Grün-Weiß Brauweiler als Abwehrspielerin an und von 2000 bis 2005 dem aus dem Vorgängerverein eigenständig hervorgegangenen FFC Brauweiler Pulheim. Sie erreichte mit den beiden Brauweiler Vereinen insgesamt achtmal ein Finale, aus denen sie viermal als Sieger hervorging und zweimal den DFB-Supercup gewann.
1992 erreichte sie mit ihrer Mannschaft erstmals das Finale um die Deutsche Meisterschaft, das am 28. Juni im Siegener Leimbachstadion jedoch mit 0:2 gegen den TSV Siegen verloren wurde. Ein Wiedersehen mit den Siegenerinnen gab es am 19. Juni 1994 auf der Sportanlage am Freibad Stommeln in Pulheim; im Finale um die Deutsche Meisterschaft unterlag sie mit ihrer Mannschaft durch das von Michaela Kubat erzielte Tor zum 0:1 in der 65. Minute. Das an selber Stätte am 14. Mai 1995 ausgetragene Finale gegen den FSV Frankfurt wurde erneut verloren – Katja Bornschein und Birgit Prinz sorgten für die beiden Frankfurter Tore und damit zum Titelgewinn. Erst im vierten Anlauf 1997 glückte der erste Titelgewinn; im Finale am 8. Juni wurde der FC Rumeln-Kaldenhausen im Duisburger Stadtteil Homberg – wenn auch erst im Elfmeterschießen – mit 5:3 bezwungen.
In diesem Jahr gelang mit dem Gewinn des DFB-Pokals innerhalb einer Woche gar das Double. Das am 14. Juni im Berliner Olympiastadion – als Vorspiel zum Männerfinale – ausgetragene Finale wurde mit 3:1 gegen den FC Eintracht Rheine gewonnen, nachdem sie auch in diesem Wettbewerb bereits dreimal das Finale erreicht hatte. Unterlag sie mit ihrem Verein noch am 12. Juni 1993 mit 5:6 im Elfmeterschießen dem TSV Siegen, so gewann sie gegen diesen Verein am 14. Mai 1994 im Berliner Olympiastadion mit 2:1 – zwei Tore innerhalb einer Minute von ihr selbst (49.) und Bettina Wiegmann (50.) sorgten für die Vorentscheidung, da der Anschlusstreffer von Doris Fitschen in der 67. Minute am Spielausgang nichts mehr ändern sollte. Auch schon am 22. Juni 1991 gelang an selber Stätte der Triumph mit dem 1:0-Sieg über den TSV Siegen. Ferner gewann sie mit der Mannschaft den am 24. Juli 1994 in Simmertal mit 4:0 über den TSV Siegen und den am 31. August 1997 beim FC Eintracht Rheine mit 1:0 errungenen Supercup.

## Erfolge
- Deutscher Meister 1997, -Finalist 1992, 1994, 1995
- Meister Bundesliga Nord 1995, 1996, 1997
- Meister Regionalliga West 1991
- DFB-Pokal-Sieger 1991, 1994, 1997, -Finalist 1993
- DFB-Supercup-Sieger 1994, 1997

## Sonstiges
Mit Saisonende 2004/05 beendete sie ihre Spielerkarriere und wechselte ins Team-Management.